# Зејн Грот
Зејн Грот (енгл. Zane Grothe; Болдер Сити, 22. април 1992) амерички је пливач чија ужа специјалност су трке слободним стилом на средњим и дугим деоницама. 

## Спортска каријера
Грот је своју међународну пливачку каријеру започео током 2015, углавном наступајући на разним митинзима светског купа у малим базенима. Наступао је на америчким олимпијским трајалсима 2012. и 2016, али на на једном од такмичења није успео да се избори за једну од три првопалсиране позиције које би му загарантовале наступ на Олимпијским играма. 
Прво велико међународно такмичење на коме је наступио, било је светско првенство у малим базенима у Виндзору 2016, где је освојио и прву медаљу у каријери, сребро у трци штафета на 4×200 слободно. Годину дана касније имао је успешан деби и на првенствима света у великим базенима, пошто је на Првенству које је те године одржано у Будимпешти освојио бронзану медаљу као члан америчке штафете на 4×200 слободно. Поред Грота који је у финалу те трке пливао четврту измену, за америчку штафету су пливали још и Блејк Пјерони, Таунли Хас и Џек Конгер. На истом првенству пливао је и у финалним тркама на 400 и 800 метара слободним стилом (7. и 8. место).
Током 2018. је остварио неколико запаженијих међународних успеха, прво на Панпацифичком првенству у Токију, где је освојио медаље у све три даљинске трке слободним стилом (укључујући и злато на 800 слободно), а потом и на Светском првенству у малим базенима у Хангџоуу 
На свом другом анступу на светским првенствима у великим базенима, у корејском Квангџуу 2019, остварио је нешто лошије пласмане у односу на раније првенство. Успео је да се пласира само у финале трке на 400 слободно, у коме је заузео осмо место, док је трке на 800 слободно и 1.500 слободно завршио у квалификацијама на 11. и 26. месту.